# Poșta Câlnău, Buzău
Poșta Câlnău este satul de reședință al comunei cu același nume din județul Buzău, Muntenia, România.

## Istoric
Satul Poșta Câlnău s-a format în apropierea satului deja existent Zilișteanca, în jurul poștei la care se schimbau caii pe drumul dintre Buzău și Râmnicu Sărat. Primele case din jurul poștei au început să apară la începutul secolului al XIX-lea. Un document din 1811 arată că poșta avea 140 de cai, iar unul din 1840 afirmă că avea 48 de cai. Numele satului în documentele vechi apare ca Haimanalele Poștei, Haimanalele sau Poștea.
Legendele locului vorbesc despre un anume moș Căzănică, decedat pe la 1920 la o vârstă de peste 100 de ani, care își amintea de vremurile când el locuia în una dintre cele doar patru case ale satului Haimanalele, celelalte trei aparținând familiilor Bucur, Plopeșanu și Țicleanu.
În forma sa actuală, satul Poșta Câlnău a apărut în 1968, când mai multe sate apropiate au fost unite. Acestea au fost: Poșta (nucleul satului actual), Poșta Nouă, Scărișoara (fost Călugări) și Viișoara (fost Haimanale).